# Ursula Heukenkamp
Ursula Heukenkamp (* 1938 in Berlin; † 2017) war eine deutsche Literaturwissenschaftlerin und Hochschullehrerin.

## Leben
Ursula Heukenkamp schloss ihr Studium der Germanistik und Romanistik an der Humboldt-Universität zu Berlin 1961 mit dem Diplom ab. 1969 promovierte sie mit einer Arbeit zur deutschen Frühromantik. 1980 folgte die Habilitation mit einer Arbeit zur deutschen Naturlyrik. 1984 wurde Heukenkamp an der Humboldt-Universität Professorin für DDR-Literatur, 1993 außerdem für die Deutsche Literatur des 20. Jahrhunderts. 2003 wurde sie emeritiert.

## Veröffentlichungen (Auswahl)
- Die Sprache der schönen Natur. Aufsätze zur Naturlyrik. Aufbau Verlag, Berlin u. a. 1982, (Zugleich: Berlin, Humboldt-Universität, Dissertation, 1980).
- als Herausgeberin: Komm! Ins Offene! Deutsche Naturgedichte des 18. Jahrhunderts (= Reclams Universal-Bibliothek. 1084). Reclam, Leipzig 1985.
- als Herausgeberin mit Heinz Kahlau und Wulf Kirsten: Die eigene Stimme. Lyrik der DDR. Aufbau Verlag, Berlin u. a. 1988, ISBN 3-351-00354-4.
- als Herausgeberin: Unterm Notdach. Nachkriegsliteratur in Berlin 1945–1949. Erich Schmidt, Berlin 1996, ISBN 3-503-03736-5.
- als Herausgeberin: Deutsche Erinnerung. Berliner Beiträge zur Nachkriegsliteratur (1945–1960). Erich Schmidt, Bielefeld 1999, ISBN 3-503-04948-7.
- als Herausgeberin: Schuld und Sühne? Kriegserlebnis und Kriegsdeutung in den deutschen Medien der Nachkriegszeit (1945–1961) (= Amsterdamer Beiträge zur neueren Germanistik. 50, 1–2). 2 Bände. Rodopi, Amsterdam u. a. 2001, ISBN 90-420-1455-5.
- als Herausgeberin: Der magische Weg. Deutsche Naturlyrik des 20. Jahrhunderts. Anthologie (= Reclams Universal-Bibliothek. 20072). Reclam, Leipzig 2003, ISBN 3-379-20072-7.
- als Herausgeberin mit Peter Geist: Deutschsprachige Lyriker des 20. Jahrhunderts. Erich Schmidt, Berlin 2007, ISBN 978-3-503-07999-5.